# Île Anonyme
Île Anonyme oder Anonyme Island ist eine kleine Granit-Insel in den Seychellen, etwa 700 m vor der Ostküste von Mahé, in der Nähe der Landebahn des Flughafens Seychellen.

## Geographie
Die Insel liegt nur wenige hundert Meter vor der Nordostküste von Mahé. Sie liegt im Saumriff, welches den Ostteil von Mahé umgibt, und erreicht in ihrem Nordteil eine Höhe von 39 m. Im Osten und Süden der Insel befinden sich mehrere Hotel-Gebäude. Am Südende der Insel liegt ein Molen-geschützter Ankerplatz.

## Geschichte
Die Insel wurde nach einem Segelschiff aus dem 17. Jahrhundert benannt. Das 180-Tonnen-Schiff transportierte  Waren zwischen Mauritius und Réunion. Zahlreiche Gespenster-Geschichten und Schatz-Legenden ranken sich um die Île Anonyme.
Sie gehörte früher der Familie St Jorre, die zu den ersten Siedlern der Seychellen gehörten, und sie diente als Lagerplatz für den Sprengstoff, der für die Konstruktion des Flughafens auf Mahé benötigt wurde.
Heute befindet sich ein Hotel auf der Insel. Die Wirtschaftsgebäude mit der Wohnung des Portiers liegen im Norden der Insel.

## Verwaltung
Die Insel gehört verwaltungstechnisch zum Distrikt Pointe La Rue.

## Tourismus
Der Hotelbetrieb der Insel ist beliebt für Hochzeitsreisen. In der Bucht Anse Pimen Vert an der Ostküste gibt es ein kleines Restaurant. Sieben Chalets bilden die Übernachtungsmöglichkeiten.
Das Hotel gehört der Tochter des ehemaligen Präsidenten der Seychellen France-Albert René.

## Flora und Fauna
Auf Anonyme Island wachsen vor allem Baumarten des Eisenholz (bois noir) und Banyan-Bäume. Der älteste Banyanbaum soll über 100 Jahre alt sein. Einige Aldabra-Riesenschildkröten leben auf der Insel. Zahlreiche Vogelarten und Flughunde bevölkern die Bäume.